# Oostwoud (Friesland)
Oostwoud (officieel, Fries: Eastwâld, [ɪ.əst’vɔ:t]) is een buurtschap in de gemeente Dantumadeel, in de Nederlandse provincie Friesland. Oostwoud ligt ten zuidoosten van Dokkum en aan de oostkant van Driesum, dit verklaart de naam van de buurtschap. Door het oostelijke deel van Oostwoud loopt de Stroobossertrekvaart. In vroeger tijden stond ter hoogte van Oostwoud een tolhuis aan deze trekvaart. Aan de andere kant van de gemeentegrens met de gemeente Noardeast-Fryslân ligt de buurtschap Kettingwier.
Oostwoud werd in 1543 voor het eerst vermeld, als Oestwoldt en in 1580 als Oestwoud. In de 18e en 19e eeuw werd het Oostwoude genoemd. Deze laatste schrijfwijze komt soms nog voor als benaming voor de buurtschap.

## Rinsma State en natuur
Tussen Oostwoud en Driesum ligt Rinsma State, vanouds een adellijke state die van de baronnen van Sytzama was. Een van hen, Douwe Jan Vincent, werd in 1851 de eerste burgemeester van Dantumadeel. Tussen 1971 en 1999 was de state het gemeentehuis van Dantumadeel. Om Rinsma State ligt een park, beter bekend als het Driezumer Bos. Achter Rinsma State is in 1972 het baggerdepot Petsleat/Swemmer aangelegd. Dit baggerdepot is in 1985 omgevormd tot recreatie- en natuurterrein Rinsma pôlle.
Dorpen: Broeksterwoude · Damwoude · De Valom · Zwaagwesteinde · Driesum · Rinsumageest · Roodkerk · Sijbrandahuis · Veenwouden · Veenwoudsterwal (deels) · Wouterswoude 

Buurtschappen: Kuikhorne (deels) · Oostwoud

Voormalige dorpen: Akkerwoude · Dantumawoude · Murmerwoude

Friesland: Steden en dorpen      Nederland: Provincies · Gemeenten